# Microrregión del Curimataú Oriental
La microrregión del Curimataú Oriental es una de las microrregiones del estado brasileño de Paraíba perteneciente a la mesorregión Agreste Paraibano. Su población fue estimada en 2006 por el IBGE en 96.388 habitantes y está dividida en siete municipios. Posee un área total de 1.363,492 km².

## Municipios
- Araruna
- Cacimba de Dentro
- Campo de Santana
- Casserengue
- Dona Inês
- Riachão
- Solânea

- Datos: Q2544767